# Allen Sisson
Robert Allen Sisson (* 31. August 1873; † 22. September 1951) war ein US-amerikanischer Old-Time-Musiker aus Georgia. Bereits mit zwölf Jahren galt Sisson als bester Fiddler in Nord-Georgia.

## Leben

### Kindheit und Jugend
Allen Sisson wurde in den Bergen Nord-Georgias geboren und wuchs im Gilmer County, Georgia, auf. Durch seinen Großvater, selbst ein talentierter und bekannter Fiddler sowie Veteran des Amerikanischen Bürgerkriegs, wurde Sissons motiviert, die Fiddle bereits als kleines Kind zu erlernen. Mit zwölf Jahren war er bereits in Nord-Georgia als bester Fiddler bekannt.
Als junger Mann begann Sisson, in den Minen der DSC&J Mines in Copperville, Tennessee, zu arbeiten.

### Karriere

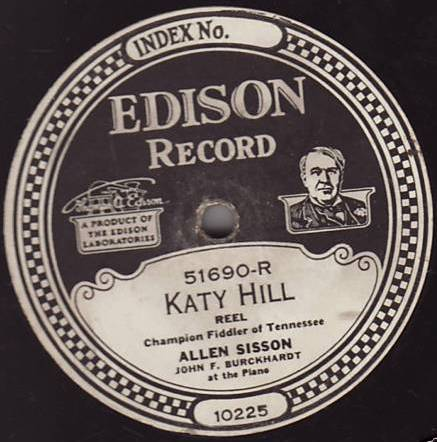
Katy Hill, 1925

1921 gewann er in Tennessee einen Fiddler's Contest und wurde als Tennessee State Fiddle Champion ausgezeichnet. Während der 1920er-Jahre wurde er auch weitreichend dadurch bekannt, dass er im NBC Radio auftrat.
Anfang 1925 begann Sissons seine Schallplattenkarriere. Er wurde von Edison Records eingeladen, in den Edison Studios in East Orange, New Jersey, zehn Stücke einzuspielen. Am 25. Februar wurden von Allen drei Stücke (Walking Water Reel, Kentucky Wagoners und Rocky Road to Dublin) und am nachfolgenden Tag sieben Stücke (Grey Eagle, Katy Hill Reel, Cumberland Gap, Farewell Ducktown, Kaiser's Defeat March, Sally Brown und Rymer's Favorite) eingespielt. Einige dieser Titel waren selbstgeschrieben.
Als Sisson von der Session wieder zurück nach Hause kam, brachte er ein Radio aus New Jersey mit. Es war das erste Radio in der Region und Sisson wurde von Menschen belagert, die Radio hören wollten. Nach 1925 hielt er nie wieder eine Aufnahmesession ab, hatte seine Fiddle aber immer parat um ein paar Stücke zu spielen. Allen Sisson starb 1951 im Alter von 78 Jahren.
Der Fiddler Tommy Magness, Musiker für Bill Monroe, Roy Acuff und Roy Hall, gab Allen, neben Fiddlin’ John Carson, als seinen größten Einfluss an – er kannte Sisson sogar und spielte mit ihm vereinzelt auch zusammen.

## Diskographie
Einige Aufnahmen wurden auch auf Wachszylinder veröffentlicht.
| Jahr                  | Titel                                     | #      | Anmerkungen      |
| --------------------- | ----------------------------------------- | ------ | ---------------- |
| Veröffentlichte Titel |                                           |        |                  |
| Edison Records        |                                           |        |                  |
| 1925                  | Farewell Ducktown / Rymer's Favorite      | 51522  |                  |
| 1925                  | Rocky Road to Dublin / Walking Water Reel | 51559  |                  |
| 1925                  | Katy Hill / Cumberland Gap                | 51690  |                  |
|                       | Kentucky Waggoners / Grey Eagle           | 51720  |                  |
| Sonstige Aufnahmen    |                                           |        |                  |
| 1925                  | - Kaiser's Defeat - Sally Brown           | Edison | unveröffentlicht |